# Адміністративний устрій Віньковецького району
Адміністративний устрій Віньковецького району — адміністративно-територіальний поділ Віньковецького району Хмельницької області на 1 селищну та 17 сільських рад, які об'єднують 36 населених пунктів та підпорядковані Віньковецькій районній раді. Адміністративний центр — смт Віньківці.

## Список радВіньковецького району
| №  | Назва                                 | Центр                      | Населені пункти                                               | Площа км² | Місце за площею | Населення (2001), чол. | Місце за населенням |
| -- | ------------------------------------- | -------------------------- | ------------------------------------------------------------- | --------- | --------------- | ---------------------- | ------------------- |
| 1  | Віньковецька селищна рада             | смт Віньківці              | смт Віньківці с. Гринева с. Карижин с. Подолянське            | 86,753    | 1               | 8494                   | 1                   |
| 2  | Адамівська сільська рада              | с. Адамівка                | с. Адамівка                                                   | 24,595    | 13              | 1176                   | 11                  |
| 3  | Великоолександрівська сільська рада   | с. Великий Олександрів     | с. Великий Олександрів                                        | 25,055    | 12              | 989                    | 14                  |
| 4  | Говорівська сільська рада             | с. Говори                  | с. Говори с. Ломачинці                                        | 33,438    | 9               | 1009                   | 13                  |
| 5  | Грим'яцька сільська рада              | с. Грим'ячка               | с. Грим'ячка                                                  | 32,470    | 10              | 847                    | 17                  |
| 6  | Дашковецька сільська рада             | с. Дашківці                | с. Дашківці                                                   | 27,700    | 11              | 1310                   | 9                   |
| 7  | Женишковецька сільська рада           | с. Женишківці              | с. Женишківці с. Гоголі                                       | 50,070    | 3               | 1756                   | 5                   |
| 8  | Зіньківська сільська рада             | с. Зіньків                 | с. Зіньків с. Станіславівка                                   | 60,932    | 2               | 2515                   | 2                   |
| 9  | Зорянська сільська рада               | с. Зоряне                  | с. Зоряне                                                     | 17,782    | 17              | 708                    | 18                  |
| 10 | Карачієвецька сільська рада           | с. Карачіївці              | с. Карачіївці с. Бистриця с. Калюсик с. Майдан-Карачієвецький | 48,411    | 4               | 1628                   | 6                   |
| 11 | Майдано-Олександрівська сільська рада | с. Майдан-Олександрівський | с. Майдан-Олександрівський с. Балки с. Гута                   | 23,637    | 15              | 1259                   | 10                  |
| 12 | Нетечинецька сільська рада            | с. Нетечинці               | с. Нетечинці с. Дружба с. Славута                             | 39,672    | 8               | 1342                   | 8                   |
| 13 | Осламівська сільська рада             | с. Осламів                 | с. Осламів                                                    | 21,350    | 16              | 1353                   | 7                   |
| 14 | Охрімовецька сільська рада            | с. Охрімівці               | с. Охрімівці с. Слобідка-Охрімовецька                         | 40,210    | 6               | 1915                   | 3                   |
| 15 | Петрашівська сільська рада            | с. Петрашівка              | с. Петрашівка с. Пирогівка                                    | 39,795    | 7               | 1909                   | 4                   |
| 16 | Пилипо-Олександрівська сільська рада  | с. Пилипи-Олександрівські  | с. Пилипи-Олександрівські                                     | 16,491    | 18              | 953                    | 15                  |
| 17 | Покутинецька сільська рада            | с. Покутинці               | с. Покутинці с. Черкасівка                                    | 24,040    | 14              | 877                    | 16                  |
| 18 | Яснозірська сільська рада             | с. Яснозір'я               | с. Яснозір'я с. Виселок с. Фащіївка                           | 40,408    | 5               | 1045                   | 12                  |

* Примітки: м. — місто, с-ще — селище, смт — селище міського типу, с. — село